# رکسانا بهرامی‌تاش
رکسانا بهرامی‌تاش جامعه‌شناس ایرانی‌تبار که کارش روی مسائل مربوط به زنان، استخدام و اقتصاد غیررسمی در خاورمیانه و شمال آفریقا(منا) و همین‌طور جدایی جنسیتی در اسلام و اقتصاد خرد متمرکز شده‌است. بعد از انقلاب ۱۳۵۷ ایران،  بهرامی‌تاش در بهبود سواد و دسترسی زنان کشاورز به منابع توسعه اقتصادی مشغول به کار بود.

## تحصیلات
او در کنکور سراسری ایران رتبه دوم را کسب کرده و سپس در رشته جامعه‌شناسی لیسانس و فوق‌لیسانسش را در ایران گرفت. بعدها برای گرفتن پی‌اچ‌دی در رشته جامعه‌شناسی از دانشگاه مک‌گیل، مونترال، کبک به کانادا رفت.

## زندگی شخصی و کار بعد از دکترا
سرانجام وی به عنوان یک شهروند ساکن مونترال کانادا شد، و در آنجا در مؤسسه سیمون دو بوار در دانشگاه کنکوردیا مونترال و دانشگاه سایمون فریزر کارهای بعد از دکترایش را انجام داد.

## حرفه
بهرامی‌تاش در دانشگاه‌های مک‌گیل، دانشگاه کنکوردیا و دانشگاه مونترآل تدریس و پژوهش هم می‌کند.
او تولیدکننده فیلم مستندی در مورد چگونگی تغییر زندگی زنان در طی جنگ افغانستان به نام آنسوی برقع است. بعد از آن هم قصد داشت فیلم دیگری بسازد، ولی یک بمب‌گذاری انتحاری خیلی نزدیک محل فیلم‌برداری آن‌ها در ساختمان وابسته به سازمان ملل او و خدمه‌اش را به علت وجود بالای خطر مجبور به ترک محل و نصف کاره گذاشتن فیلم کرد.
بهرامی‌تاش به خاطر تمرکزش روی زنان و فقر در خاورمیانه برنده جایزه سال ۲۰۰۴–۲۰۰۳ آیلین دی. روس شد. پژوهش بعد از دکترای او توسط شورای پژوهش علوم انسانی و اجتماعی به عنوان یکی از پروژه‌های پژوهشی برتر کانادا انتخاب شده و به کتابخانه پارلمان کانادا ارائه شد. در سال ۲۰۰۶ از طرف شورای پژوهش علوم انسانی و اجتماعی برای پژوهشی در مورد جهانی شدن، زنان و اسلام کمک هزینه پژوهشی سه ساله‌ای دریافت کرد. در کنار تدریس و پژوهش دانشگاهی
بهرامی‌تاش به عنوان یک پژوهشگر و / یا مشاور با چند آژانس توسعه بین‌المللی (از جمله آژانس بین‌المللی توسعه کانادا(CIDA)، مرکز تحقیقات توسعه بین‌المللی، و برنامه عمران ملل متحد) کار کرده‌است.
اولین کتاب او رهایی از آزادسازی: جنسیت و جهانی شدن در آسیای جنوب شرقی بود. این کتاب به فارسی ترجمه شده و توسط انتشارات سمت به عنوان کتاب درسی منتشر شده‌است. کتاب‌های اخیر او با نامهای:استخدام محجبه:اسلام‌گرایی، اقتصاد سیاسی اشتغال زنان در ایران توسط انتشارات دانشگاه سیراکوز (ویراستاری هادی س. اصفهانی) و جنسیت در ایران معاصر:کنار زدن موانع توسط انتشارات روتلج و ویراستاری اریک هوگلاند در سال ۲۰۱۱ منتشر شد. بهرامی اخیراً به عنوان مدیر پژوهش دانشگاه مونترال خدمت کرده و کرسی اسلام، کثرت‌گرایی و جهانی‌سازی را برعهده داشته‌است.

## انتشارات منتخب

### کتاب‌ها
- Bahramitash, Roksana (2005). Liberation from liberalization gender and globalization in Southeast Asia. London New York, New York: Zed Books. ISBN 978-1-84277-439-7. Reprinted by Book for Change in 2008. Translated into Persian in print by SAMT (Iranian University Textbook Publishing House).
- Bahramitash, Roksana; Hooglund, Eric (2011). Gender in contemporary Iran pushing the boundaries. New York: Routledge. ISBN 978-0-415-78101-5.
- Bahramitash, Roksana; Esfahani, Hadi Salehi (2011). Veiled employment: Islamism and the political economy of women's employment in Iran. Syracuse, New York: Syracuse University Press. ISBN 978-0-8156-3213-9.
- Bahramitash, Roksana (2013). Gender and entrepreneurship in Iran: microenterprise and the informal sector. New York, New York: Palgrave Macmillan. ISBN 978-1-137-34286-7.
- Bahramitash, Roksana; Esfahani, Hadi Salehi (2016). Political and Socio-Economic Change in the Middle East and North Africa: Gender Perspectives and Survival Strategies. New York, New York: Palgrave Macmillan. ISBN 978-1-349-56906-9.

### فصول کتاب
- Bahramitash, Roksana (2004). "Globalization, Islamization, and women's employment in Indonesia".  In Tétreault, Mary Ann; Denemark, Robert A. (eds.). Gods, guns, and globalization: religious radicalism and international political economy. Boulder, Colorado: Lynne Rienner Publishers. pp. 219–232. ISBN 978-1-58826-253-0.

### مقاله‌های نشریات
- Bahramitash, Roksana (March 2004). "Market fundamentalism versus religious fundamentalism: women's employment in Iran". Critique: Critical Middle Eastern Studies. Taylor and Francis. 13 (1): 33–46. doi:10.1080/1066992042000189706.
- —— (June 2005). "The war on terror, feminist orientalism and orientalist feminism: case studies of two North American bestsellers". Critique: Critical Middle Eastern Studies. Taylor and Francis. 14 (2): 221–235. doi:10.1080/10669920500135512.
- ——; Kazemipour, Shahla (September 2006). "Myth and realities of the impact of Islam on women: women's changing marital status in Iran". Critique: Critical Middle Eastern Studies. Taylor and Francis. 15 (2): 111–128. doi:10.1080/10669920600762066.
- —— (Spring 2007). "Iranian women during the reform era (1994-2004): a focus on employment" (PDF). Journal of Middle East Women's Studies. Duke University Press. 3 (2): 86–109. doi:10.2979/mew.2007.3.2.86. JSTOR 10.2979/mew.2007.3.2.86. {{cite journal}}: Unknown parameter |subscription= ignored (|url-access= suggested) (help)
- —— (Summer 2007). "Family planning, Islam and women's human rights in Iran". International Studies Journal. 4 (1): 33–50. OCLC 775270728. {{cite journal}}: Unknown parameter |subscription= ignored (|url-access= suggested) (help)
- —— (March 2008). "Iran: the axis of evil". International Feminist Journal of Politics. Taylor and Francis. 10 (1): 98–101. doi:10.1080/14616740701747741.
- —— (Spring 2009). "Gender, development, interdisciplinary research and international relations" (PDF). International Studies Journal. 5 (4): 21–25.
- —— (June 2004). Deborah Eade (editor). "Myths and realities of the impact of political Islam on women: female employment in Iran and Indonesia". Development in Practice. Taylor and Francis. 14 (4): 508–520. doi:10.1080/09614520410001686106.